# 生蓮寺 (五條市)
生蓮寺（しょうれんじ）は、奈良県五條市にある高野山真言宗の寺院。古くから安産、雨乞い、晴れ乞い祈祷の請願所であった。現在は蓮の名所として知られる。

## 歴史
空海が高野山に行く道すがら立ち寄ったことから「寄足山（よらせざん）」と呼ばれ、山号はそれに由来する。
創建については不詳であるが、伝承によれば、平安時代初期、嵯峨天皇が皇后の安産祈願のために参議小野篁に命じて地蔵菩薩像を安置したのが起源とされ、その後空海が来山し、地蔵菩薩像を刻んで本尊胎内に安置したと伝えられる。
その後、江戸時代の元文3年（1738年）に諸堂が再建されているが、近代に入って荒廃し、大正年間に復興。
現在の本尊地蔵菩薩坐像は像高328センチで、永禄13年（1570年）の銘がある。

## 蓮
寺の名前にちなんで、120品種300鉢もの蓮を栽培しており、日本で生蓮寺にしかない遅咲きの蓮（生蓮寺白彼岸蓮）も咲いている。
生命科学博士である住職（蓮和尚）が蓮の葉を使った缶入りの「蓮茶（はすちゃ）」を3年かけて開発し、ネット通販での販売を始めた。その他にもネット上で蓮の栽培方法を公開したり、蓮の種の無料配布などの活動も行っている。

## 文化財
奈良県指定文化財
- 梵鐘